# Seznam osebnosti iz Občine Semič
Seznam osebnosti iz občine Semič vsebuje osebnosti, ki so se tu rodile, delovale ali umrle.

## Gospodarstvo in uprava
- Miha Kambič, pravnik, minister (1888, Preloge – 1981, Ljubljana)
- Mirko Bizjak, rudarski inženir, gospodarstvenik, politični delavec (1920, Pribišje – 1999, Topolšica)
- Ludvik Simonič, gospodarstvenik (1924, Podreber –)

## Humanistika in znanost
- Leopoldina Kuralt Logar, muza pesnika Simona Jenka (1840, Pliberk – živela na gradu Turn pri Semiču – 1876, Novo mesto)
- Martin Konda, urednik v Ameriki, založnik (1872, Osojnik – 1922, Chicago)
- Franc Derganc, književnik, strokovni pisec, zdravnik (1877, Semič – 1939, Ljubljana)
- Jakob Konda, pravnik, sodnik vrhovnega sodišča (1880, Gradnik – 1970, Gradnik)
- Janko Lavrin, literarni zgodoviinar, esejist, pisatelj, prevajalec, pesnik, urednik, ustanovitelj slovanske katedre na univerzi v Nottinghamu (1887, Krupa – 1986, London)
- Lojze Golobič, pisatelj, pesnik, publicist, urednik (1902, Štrekljevec – 1934, Ljubljana)
- Anton Oven, literarni zgodovinar, urednik (1905, Stranska vas – 1942, Semič)
- Ivan Simonič, geograf, zgodovinar (1905, Vinji Vrh – 1979, Ljubljana)
- Anton Lavrin, glasbenik (1908, Vinji Vrh – 1965, Novo mesto)
- Radko Polič, pisatelj in muzealec (1919, Rožni Dol – 1988)
- Mirko Mahnič, profesor in gledališki lektor (1924, Bohnijska Bistrica – živel v Semiču – 2018)
- France Papež, pesnik, pisatelj, urednik in prevajalec (1924, Kot pri Semiču – 1996, Buenos Aires)
- Franci Derganc, dopisnik, novinar (1924, Semič –)
- Albin Pečavar, medicinski pisec (1927, Stranska vas –)
- Lojze Kočevar, amaterski igralec, pevec, režiser, zbiratelj, muzealec (1927, Semič – 1986)
- Tinca Stegovec, akademska slikarka, grafičarka (1927, Planina, Semič – 2019)
- Mihaela Novak, gledališka igralka (1930, Semič – 2024)
- Lojze Krakar, presnik, prevajalec, urednik (1926, Semič – 1995, Ljubljana)
- Metoda Zorčič, igralka (1944, Semič –)
- Ivo A. Božič, biolog, ornitolog (1945, Cerovec pri Črešnjevcu –)
- Marija Rus, slikarka (1949, Semič –)

## Religija
- Adam Krabath, jezuit, misijonar, gospodarstvenik (1711, Semič – 1754, Ljubljana)
- Jurij Jonke, duhovnik, čebelar (1777, Konca vas – 1864, Črmošnjice)
- Janez Nepomuk Stariha, misijonar in škof v Ameriki (1845, Semič – 1915, Ljubljana)
- Andrej Albrecht, nabožni pisatelj, duhovnik (1782, Idrija – 1848, Novo mesto)
- Martin Poč, duhovnik, publicist (1841, Semič – 1913, Kamnik)
- Jožef Kofalt, duhovnik, božji služabnik (1909, Krvavčji Vrh – 1942, Brezova Reber)
- Jožef Kvas, novomeški kanonik, ljubljanski škof (1909, Cerklje na Gorenjskem – 2005, Ljubljana)

## Šolstvo
- Anton Aleš, šolnik (1832, Mengeš – 1900, Semič)
- Davorin Judnič, šolnik (1860, Semič – 1922, Ljubljana)
- Alojzij Ivanetič, šolnik, planinec (1895, Črešnjevec pri Semiču – 1974, Novo mesto)
- Poldka Dolenec Jurančič, učiteljica (1902, Ljubljana – 1943, Semič)
- Anica Kopinič, bibliotekarka, kulturna delavka, Čopova nagrajenka (1951, Cerovec –)

## Vojska
- Jože Mihelčič, ogranizator boja proti okupatorju, pesnik (1914, Semič – 1941, Ljubljana
- Milka Šobar - Nataša, partizanska kurirka, kosimarka čete in narodna herojinja (1922, Gornje Laze – 1943, Gabrovka)